# Marek Baterowicz
Marek Baterowicz (ur. 4 marca 1944 w Krakowie) – polski pisarz, poeta, publicysta, romanista, tłumacz poezji portugalskiej i włoskiej. 
Debiutował w 1968 r. na łamach tygodnika "Życie Literackie" jako tłumacz poezji. Swoje utwory umieszczał też na łamach "Tygodnika Powszechnego" i "Studenta" (1971). Był współzałożycielem grupy poetyckiej "Terra". W latach 1971–75 pełnił funkcję redaktora Wydawnictwa Literackiego. Ogłosił liczne publikacje w języku francuskim i hiszpańskim. Od maja 1985 na emigracji (Włochy, Francja, Hiszpania), od sierpnia 1987 w Australii. Mieszka w Sydney.

## Twórczość poetycka
- Wersety do świtu (1976)
- Fée et fourmis (Paryż, 1977)
- Od zieleni do rdzy (1979)
- Serce i pięść (1987)
- Dama z jamnikiem (1989)
- Łamiąc gałęzie ciszy (1981)
- Z tamtej strony drzewa (Melbourne 1992)

## Twórczość prozatorska
- Rękopis z Amalfi (1977)
- Pułapka pod księżycem (1983) opowiadania